# Fondul de Coeziune
Fondul de Coeziune este un fond special al comunității europene care ajută statele membre cu un produs național brut (PNB) pe cap de locuitor de mai mic de 90% din media comunitară să-și reducă diferențele dintre nivelurile de dezvoltare economică și socială și să-și stabilizeze economiile. Este unul dintre cele cinci Fondurile Europene Structurale și de Investiții. Acesta susține acțiuni în cadrul obiectivului „Convergență” și se află sub incidența acelorași reguli de programare, de gestionare și de control ca în cazul Fondului Social European (FSE) și al Fondului European de Dezvoltare Regională (FEDR).
Fondul de Coeziune finanțează acțiuni care fac parte din următoarele domenii:
- rețele transeuropene de transport, în special proiectele prioritare de interes european definite de Uniunea Europeană;
- mediu. În acest context, Fondul de Coeziune poate interveni, de asemenea, în proiecte din domeniul energiei sau al transporturilor, atâta vreme ce acestea prezintă avantaje clare pentru mediu: eficacitate energetică, utilizarea de surse de energie regenerabile, dezvoltarea transportului feroviar, sprijinirea intermodalității, consolidarea transporturilor publice etc.